# Richard Chorley
Pour les articles homonymes, voir Chorley (homonymie).
Richard John Chorley, né le 4 septembre 1927 à Minehead, Somerset, et mort le 12 mai 2002 à Cambridge est un géographe britannique. Professeur à l'Université de Cambridge, il est une des figures de la géographie quantitative qui s'est développée dans la seconde moitié du XXe siècle, jouant notamment un grand rôle dans l'introduction de la théorie systémique en géographie.

## Biographie

### Formation
Chorley est né Minehead, Somerset dans une région connue sous le nom de West Country. Il étudie d'abord à la Minehead Grammar School puis commence l'étude de la géomorphologie à l'école de géographie d'Oxford. Il sert l'armée en tant que Royal Engineers de 1946 à 1948 et il est fait lieutenant. Après cela, il rentre à l'Exeter College, où il obtient sa licence en 1951. En 1954 il obtient son MA à l'Université d'Oxford et en 1974 son Sc.D. à l'Université de Cambridge.
À Oxford, il est très influencé par R.P. Beckinsale, qui invite Chorley à partir étudier aux États-Unis. Avec le Programme Fulbright, il réalise un séjour en 1951 à l'Université Columbia où il est diplômé de géologie et découvre l'approche quantitative de l'évolution des formes terrestres.

### Carrière académique
Chorley commence sa carrière en 1952 en tant que moniteur à l'Université Columbia à New York. En 1954, il est recruté à l'Université Brown (Providence) toujours en tant que moniteur en géologie. En 1957, Chorley doit retourner en Grande-Bretagne pour des raisons familiales et entre à l'Université de Cambridge où il gravira les échelons jusqu'à devenir directeur du département de géographie entre 1984 et 1989.
De 1963 à 1978 il co-dirige les Madingley Geography Conferences. En 1964 il est nommé représentant du Royaume-Uni à la Commission sur les Techniques Quantitatives de l'Union Géographique Internationale, et il en prend la tête en 1968. La même année, il est également nommé président du Comité sur le Rôle des Modèles et des Techniques Quantitatives dans l'Enseignement Géographique à la Geographical Association.

### Récompenses et distinctions
- 1967 : Gill Memorial de la Royal Geographical Society pour ses contributions à la géographie physique et aux études quantitatives.
- 1974 : élu premier membre honoraire à vie du British Geomorphological Research Group.
- 1981 : Prix d'honneur de l'Association of American Geographers
- 1987 : Patron's Medal de la Royal Geographical Society
- 1988 : élu membre honoraire de la Société géographique italienne
- 1988 : élu au conseil de la Royal Geographical Society

### Décès
Chorley décède à l'Addenbrooke's Hospital, Cambridge, le 12 mai 2002 à la suite d'une attaque cardiaque et est enterré au Cambridge's Ascension Parish Burial Ground. 

## Recherches

### La géographie physique à Cambridge
Cambridge a fourni la rampe de lancement des idées révolutionnaires de Chorley. Celui-ci a rejeté le paradigme dominant des cycles davisiens de l'érosion et a cherché à les remplacer par un paradigme basé sur un modèle quantitatif utilisant la théorie générale des systèmes et la modélisation numérique. 
Cambridge rassemblait un groupe puissant en géographie physique et les collègues de Chorley ont encouragé ses idées.  Chorley a produit de nombreux articles scientifiques en géographie physique qui ont structuré sa démarche et l'amenant à se poser de nouvelles questions sur les processus à l'œuvre sur la surface terrestre et les façons dont ils peuvent être étudiés. Au centre de cela était le concept de la dynamique des systèmes, et la publication de Physical Geography: A Systems Approach (1971) et Environmental Systems (1978) a influencé toute une génération de chercheurs.
Les recherches de Chorley tenaient beaucoup à la climatologie et à l'hydrologie, où il a coopéré avec le météorologiste du Colorado Roger Barry pour l'ouvrage Atmosphere, Weather and Climate (1968). Beaucoup de ses articles et ouvrages sont co-signés, notamment Water, Earth and Man (1969). De plus, Chorley a lancé en 1964 une série de volumes, The History of the Study of Landforms. Deux autres volumes sont publiés en 1973 et 1991 et le quatrième volume est sorti en 2008.

### Progress in Geography
Plutôt que de se confiner à la géographie physique, Chorley prônait une approche plus large pour changer la géographie dans son ensemble. Il l'a d'abord fait à travers une série de conférences annuelles à Madingley Hall dont les rapports ont influencé la discipline (notamment Models in Geography, 1967).
Ensuite, Chorley fonde une publication annuelle, Progress in Geography, plus tard convertie en deux revues trimestrielles importantes (une pour la géographie humaine et une pour la géographie physique) influençant là aussi grandement la discipline.

## Publications choisies
- Chorley, Richard J. Geomorphology and general systems theory. Washington, DC: US Government Printing Office, 1962.
- Chorley, Richard J.  et Peter Haggett, eds. Socio-economic models in geography. Vol. 249. Methuen, 1968.
- Haggett, Peter et Richard J. Chorley. Network analysis in geography. Vol. 67. London: Edward Arnold, 1969.
- Chorley, Richard J. et Barbara A. Kennedy. Physical geography: a systems approach. London: Prentice-Hall, 1971.
- Barry, Roger G. et Richard J. Chorley. Atmosphere, weather and climate. Routledge, 1992, 2009.